# Битка на Моравско поле
Битката на Моравското поле (на немски: Schlacht bei Dürnkrut und Jedenspeigen; Schlacht auf dem Marchfeld; на чешки: Bitva na Moravském poli; на унгарски: Morvamezei csata) е битка на 26 август 1278 г. на Моравското поле близо до Дюрнкрут в Долна Австрия за наследството на Бабенбергите, след смъртта на австрийския херцог Фридрих II Бабенберг († 1246).
Рудолф Хабсбургски, който е избран на 1 октомври 1273 г. за Римско-немски крал воюва успешно против бохемския крал Отокар II от род Пршемисловци и поставя началото на династията на Хабсбургите на територията на днешна Австрия.